# Éolienne Darrieus

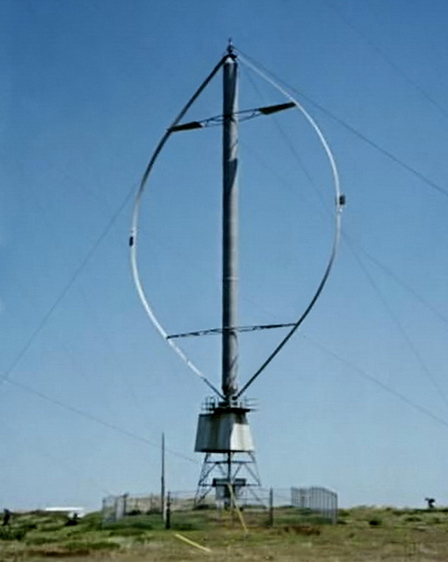
Une éolienne Darrieus utilisée pour produire de l'électricité sur les îles de la Madeleine.

Darrieus est un type d'éolienne à axe vertical utilisé pour produire de l'électricité à partir de l'énergie du vent. La turbine se compose d'un certain nombre de pales incurvées montées sur un arbre vertical rotatif ou un cadre. Ce concept d'éolienne a été breveté par Georges Darrieus, ingénieur aéronautique français en 1931. Il existe de grandes difficultés dans la protection de l'éolienne Darrieus en conditions de vent extrêmes.

## Mode de fonctionnement
Dans les versions originales d'éolienne Darrieus, les pales sont disposées de telle sorte qu'elles sont symétriques (parallèles et opposées) et sont disposées avec un angle de zéro par rapport à la structure. Cette disposition est aussi efficace, quelle que soit la direction du vent.
Lorsque le rotor Darrieus tourne, les pales se déplacent suivant un mouvement circulaire (la trajectoire de chaque pale est un cercle ayant pour centre l'axe de l'éolienne. Les principes aérodynamiques qui font tourner le rotor sont équivalents à ceux des autogires et hélicoptères autorotation.
L'éolienne tourne à une vitesse sans rapport avec la vitesse du vent, généralement beaucoup plus rapide. L'énergie provenant du couple et de la vitesse de rotation peut être extraite et convertie en puissance électrique à l'aide d'un générateur électrique.

## Pales hélicoïdales
Les pales d'éolienne Darrieus peuvent être inclinées comme une hélice.

## Innovations et dérivés

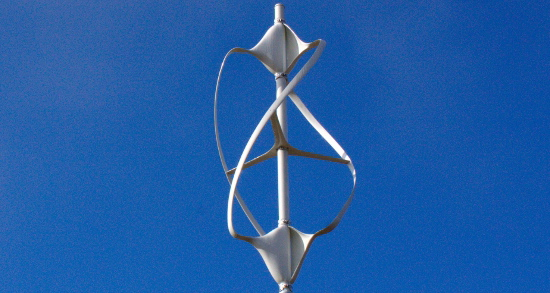
Noveolienne

Des évolutions notables sont apparues depuis les années 1990:
- En 1995, Alexander Gorlov invente une turbine hélicoïdale destinée à l’hydro-électricité, inspirée par l’invention de Darrieus[1].
- La forme hélicoïdale des pales des éoliennes vrillées à 60° diminue les vibrations du rotor, améliorant ainsi nettement le rendement et l'impact sonore et visuel.
- En Ontario (Canada), l'entreprise Harvistor développe en 2012 une « Darrieus » à 5 pales générant, d'après ses rapports, jusqu'à 35 % d'électricité de plus qu'une éolienne « à axe horizontal » communément utilisée[2]. Ce nouveau type serait également capable de produire davantage de courant électrique avec moins de vent que d'autres modèles, avec une exposition minimale en hauteur (moins de 5m) permettant de la rapprocher encore plus des lieux de consommation électrique[3].
- L'entreprise française Éolie implante en 2021 un parc d'éoliennes verticales flottantes de type Darrieus. Les pales du modèle utilisé dans ce projet peuvent atteindre 100m de long et sont capables de fonctionner sous des vents allant jusqu'à 250 km/h[4]. Cette entreprise développe également des modèles à usage domestique, disposant de leur propre onduleur réseau intégré. L'onduleur mesure la tension réseau, se synchronise en 50 Hz, et injecte en phase avec la tension locale.

Différents types d'éoliennes
((de)) Schéma d'une éolienne Darrieus (pales à angle 0° par rapport à la structure);
((de)) Schéma d'une éolienne Darrieus à huit pales;
Comparaison des modèles « Savonius » et « Darrieus »;
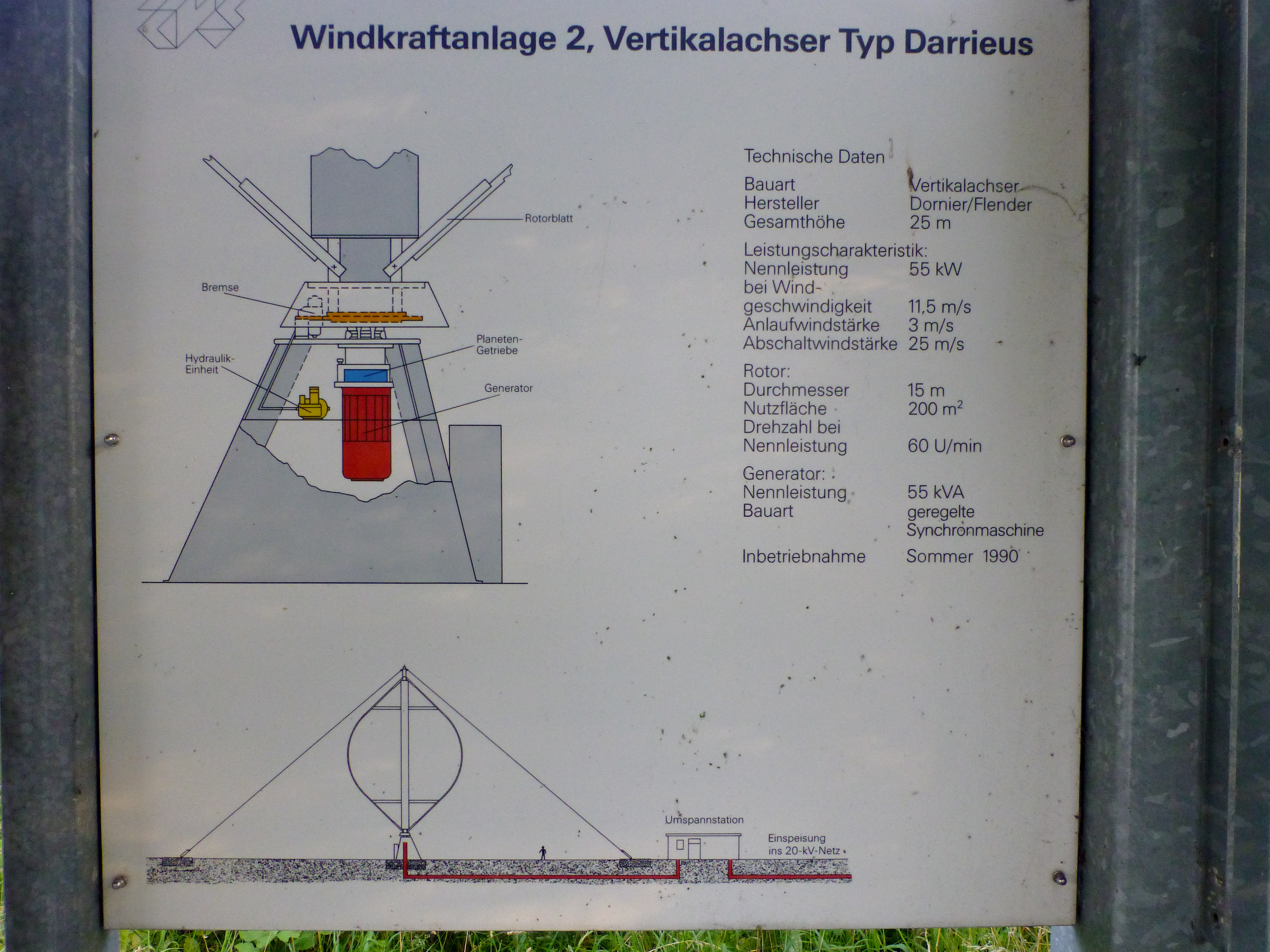
((de)) Schéma de construction de la base de l'éolienne Darrieus: le générateur peut être inclus dans la structure portante ou enterré dans une chambre;
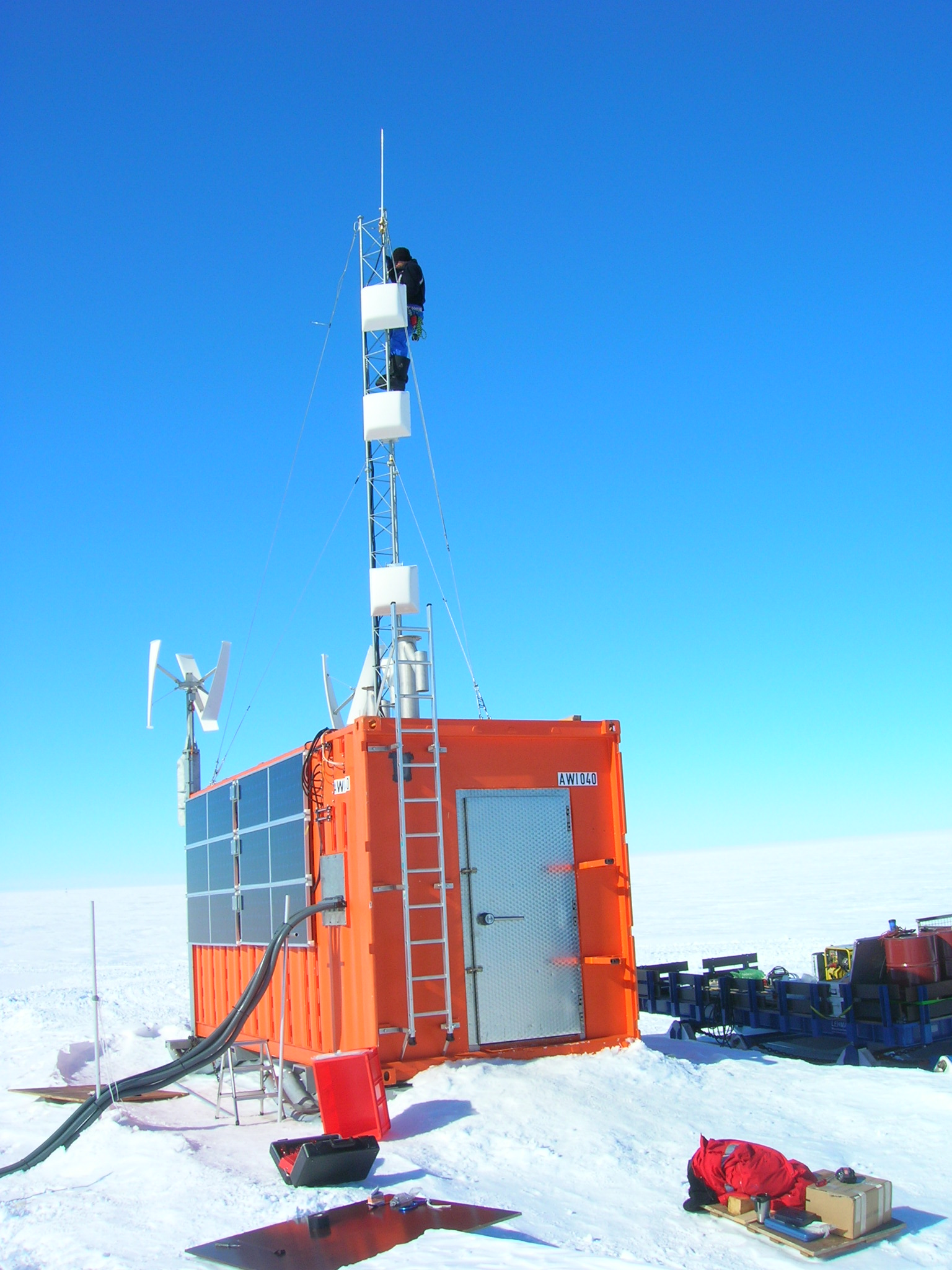
éolienne Darrieus sur un module de la Base antarctique Neumayer;
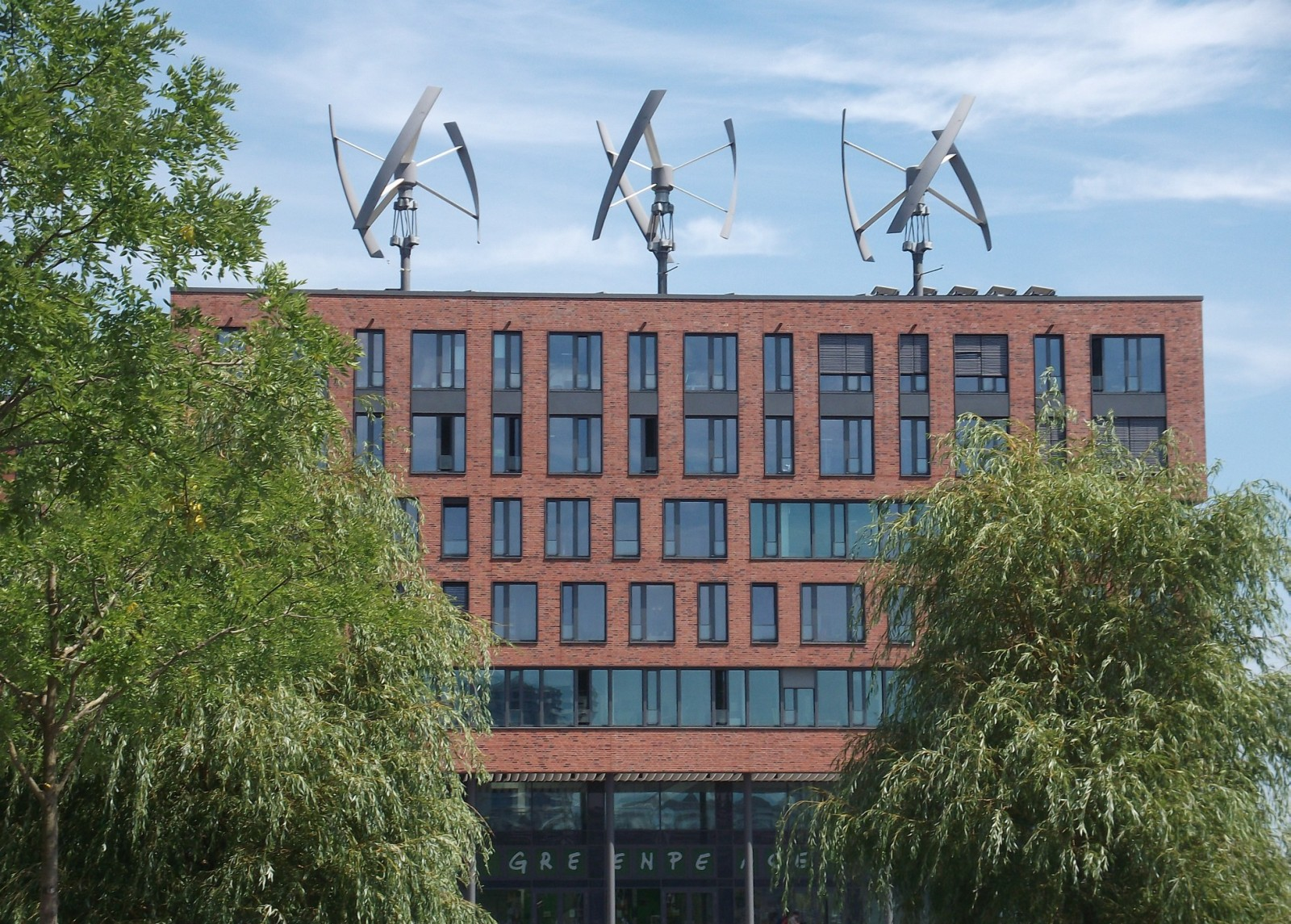
trois « Darrieus » sur le toit de Green Planet Energy à Hambourg, Allemagne;
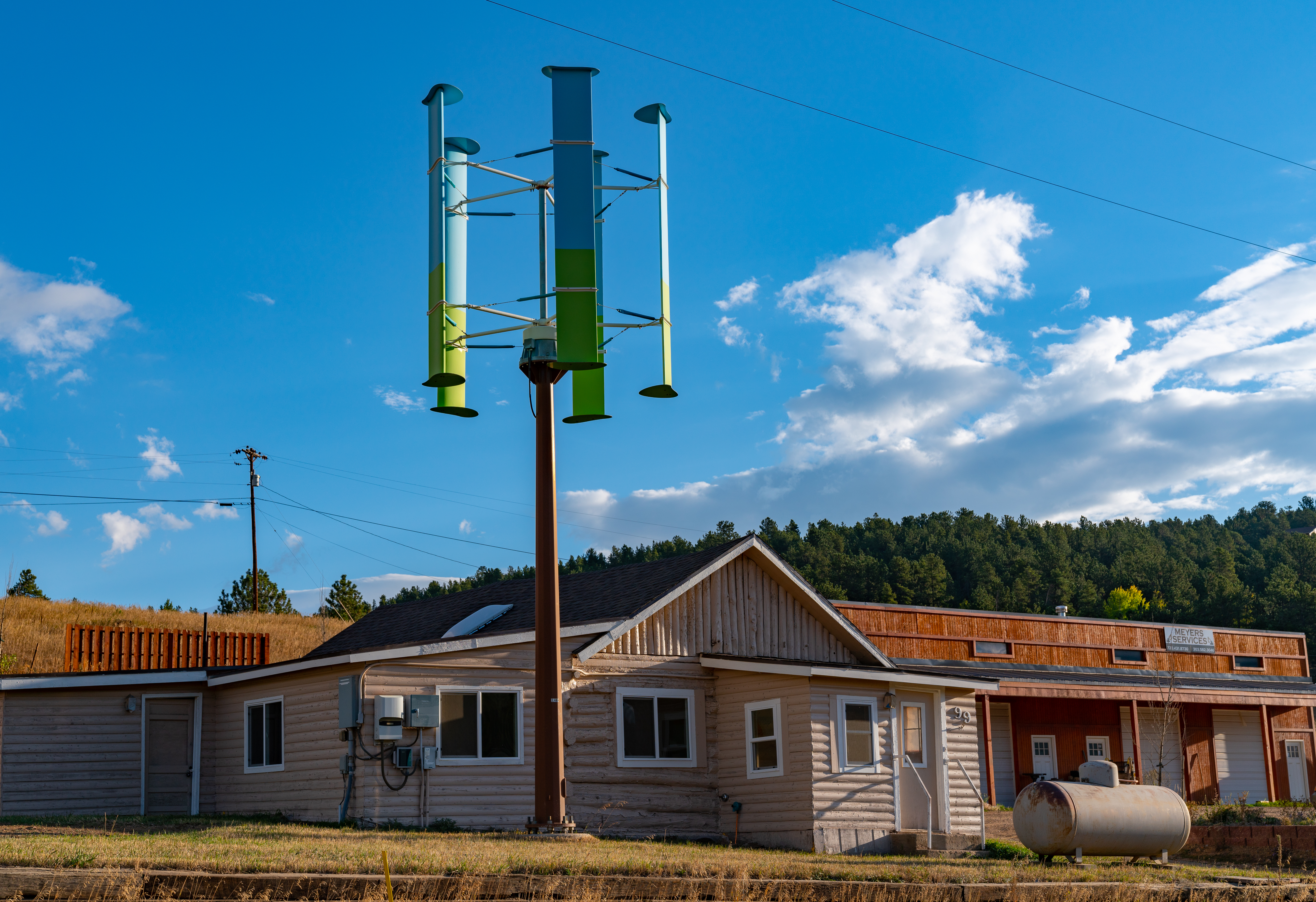
dans un hameau à Rollinsville, Colorado, États-Unis;
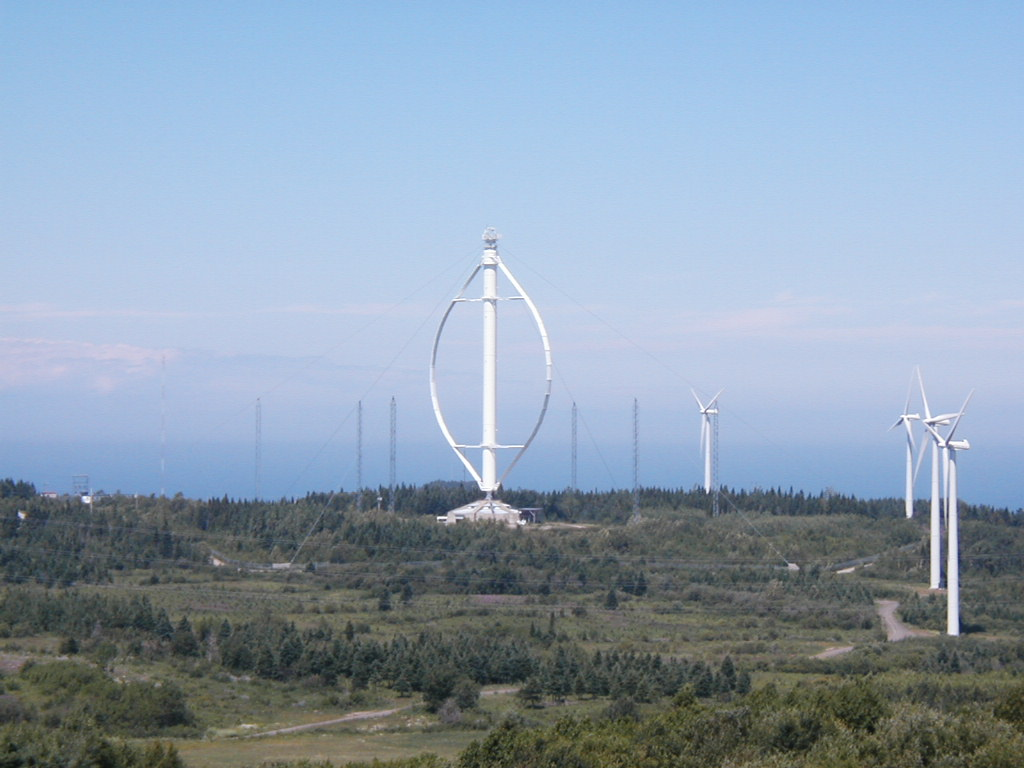
la plus grande éolienne « type Darrieus » au monde, en Gaspésie, Québec, Canada;
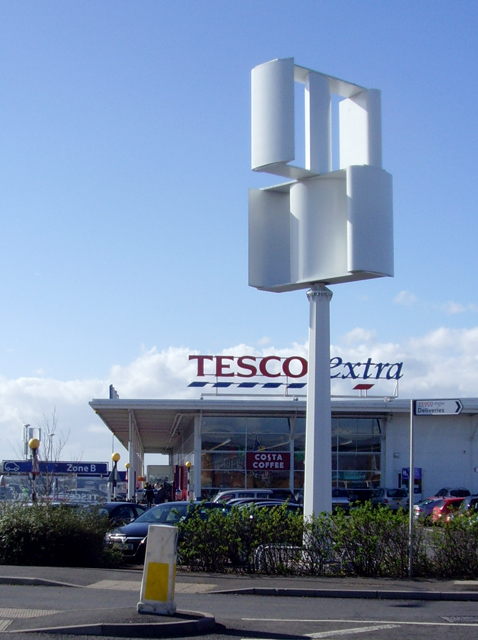
type  Darrieus sur le parking d'un centre commercial à Scunthorpe, Grande-Bretagne.